# 出町豐
出町豊（1935年2月17日—）是一名日本前排球运动员。他在1964年夏季奥林匹克运动会中，参加了男子排球比赛并获得铜牌。他也曾参加1958年和1962年亚洲运动会。